# Zaro Aga
Pour les articles homonymes, voir Aga.
Zaro Aga (en turc : Zaro Ağa, en kurde : Zaro Axa) est un kurde, qui prétendait être un des doyens de l'humanité. Il a affirmé être né entre 1774 et 1777, et est décédé le 29 juin 1934 à Istanbul, en Turquie. Il aurait été âgé de 157 ans à son décès, ce qui ferait de lui un des doyens de l'humanité.

## Biographie
Aga naît à Medan (aujourd'hui Meydan)[réf. nécessaire] près de Mutki (Province de Bitlis, Empire Ottoman). Jeune homme, il travaille en tant qu'ouvrier du bâtiment. Il déménage ensuite à Istanbul, où il travaille comme portier. Il prend sa retraite en tant que concierge.
Supposé être doyen de l'humanité, il devient une attraction majeure pour la presse populaire au cours des dernières années de sa vie. Il voyage alors dans de nombreux pays, dont les États-Unis, le Royaume-Uni, la France et l'Italie.
Zaro Aga rencontre Mustafa Kemal Atatürk à deux reprises, qu'il appelle « le Sultan ». Le journal turc Taraf rapporte que lors de ces rencontres, Zaro Aga se serait félicité pour avoir occupé de bons postes au cours de sa vie, mais aurait reproché à Atatürk d'avoir donné trop de liberté aux femmes.
Après une radiographie des os de Zaro Aga, des chirurgiens émettent des doutes sur son prétendu âge, affirmant qu'il ne pouvait excéder 120 ans. Le vieil homme aurait, selon Reuter, été très en colère et aurait produit aux médecins suspicieux un acte de naissance.
Zaro Aga affirme avoir rencontré Napoléon, avoir combattu six guerres, avoir participé au siège de Plevna, alors qu'il avait prétendument cent ans. Il prétend s'être marié onze ou douze fois, affirme avoir eu environ 36 enfants.
En 1931, il fait une tournée en Angleterre, profitant d'un vol de Brooklands.
Il déclare n'avoir jamais bu, ni fumé, et avoir été essentiellement végétarien. Ses opinions ont toujours été conservatrices. Il pense que les femmes doivent avoir des cheveux longs et porter des jupes, et qu'en Turquie, elles doivent rester à la maison, hors de la vue des étrangers.
Aga lui-même refuse de croire les allégations d'un chinois qui prétend avoir 252 ans. Aga vit dans un anonymat relatif jusqu'en 1930, lorsque quelqu'un, entendant ses supposés souvenirs de la rencontre de Napoléon et du Sultan de Turquie, le fait connaître comme prétendu doyen de l'humanité. Il entame alors une vie publique, avec un voyage aux États-Unis. Il prétend avoir perdu ses dents peu après la défaite de Sedan par Napoléon III. Sa renommée, et ses spectacles de cirque où il est présenté comme la « Huitième Merveille du Monde », le rendent prospère.
Finalement, Aga retourne en Turquie, menacé de poursuites par son épouse, Kudret, pour défaut d'obligation alimentaire. Il reprend alors son travail rémunéré 8 livres par mois comme cafetier pour le conseil municipal. Jusqu'à la fin de sa vie, il y raconte les souvenirs de ses voyages à New York et à Londres.

## Controverse
Son âge réel à son décès, est contesté. Selon le certificat de décès fourni par son médecin turc, l'âge de Zaro Aga est alors de 157 ans, ce qui ferait de lui un supercentenaire. Il meurt à Istanbul, même si une certaine confusion existe sur son lieu de décès, probablement parce que son corps a été envoyé aux États-Unis juste après sa mort, à des fins de recherche. Un rapport d'enquête publié par Walter Bowerman en 1939 indique un âge au décès d'environ 97 ans, et non 157 ans,.

## Galerie

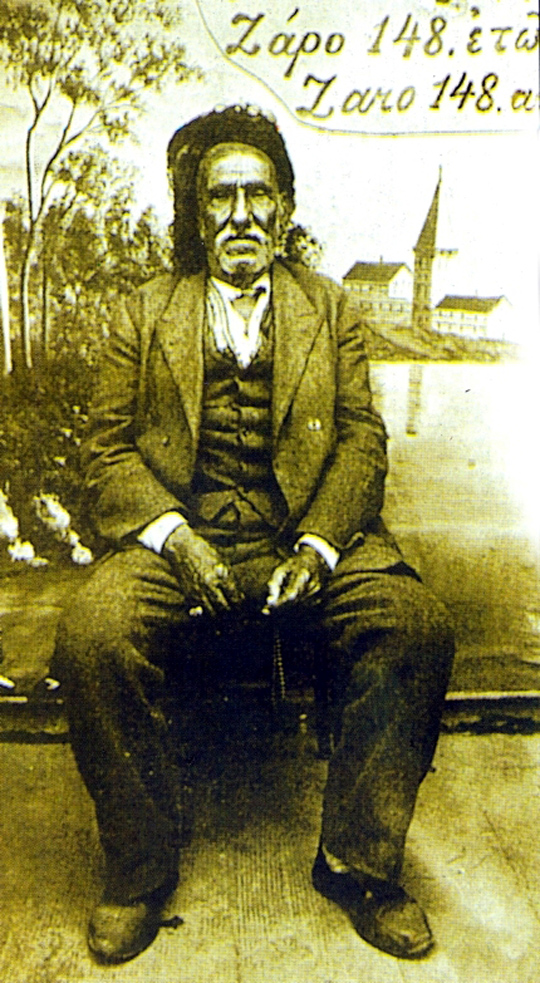
Zaro Aga à Istanbul.
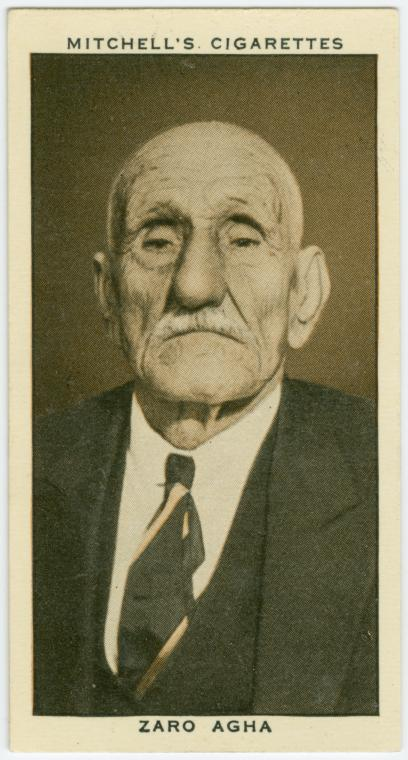
paquet de cigarettes Mitchell.
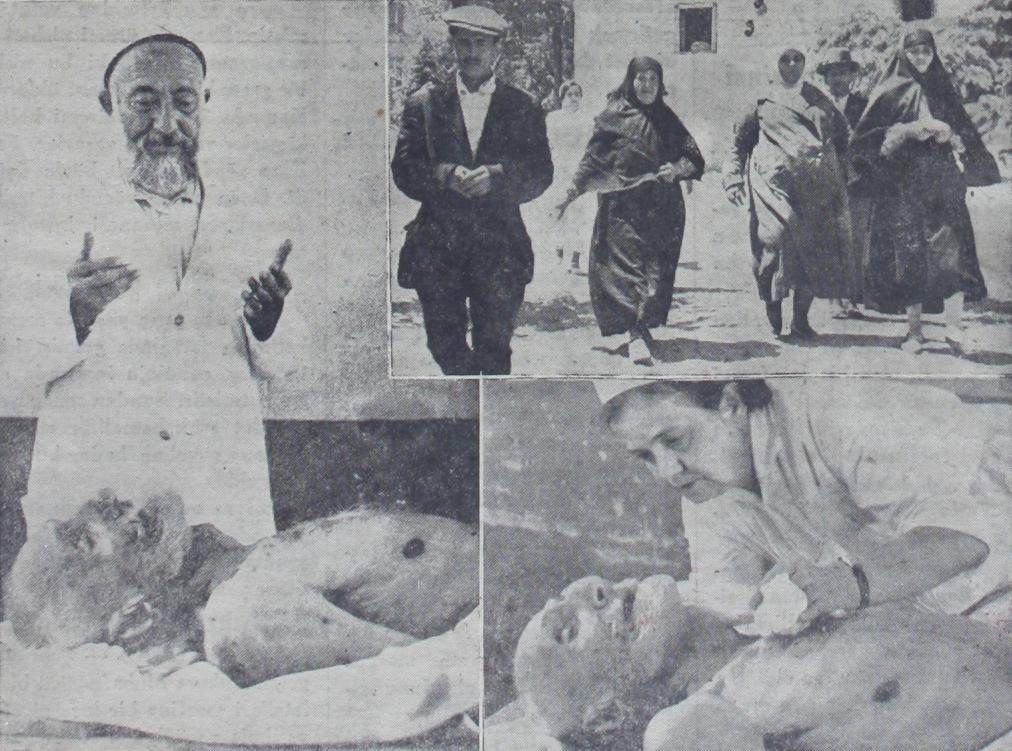
Décès de Zaro Aga.